# Icky Thump
Icky Thump — шестой и последний студийный альбом неогаражной рок-группы
The White Stripes, выпущен 15 июня 2007 года в Германии, 18 июня 2007 года в остальной части Европы и 19 июня 2007 года во всём мире. Диск занял первую позицию в чарте альбомов по США и второе место в Billboard 200 (было продано 223 тысячи копий альбома). Чуть позже альбому был присвоен золотой статус в США. Пластинка заняла 17 место в списке «50 лучших альбомов 2007 года» американского издания Rolling Stone.

## Об альбоме
Icky Thump характеризуется определённым стилевым разнообразием. Помимо относительно типичных для группы жёстких гитарных номеров и блюзовых баллад, на альбоме присутствует кавер-версия фламенко-песни Корки Роббинс «Conquest» и две вещи в стиле ирландского фолка, в которых звучат волынки.
В 2008 году композиция «Icky Thump» получила награду Грэмми в номинации Лучшее вокальное рок-исполнение дуэтом или группой.
Тур в поддержку альбома был полностью отменён из-за проблем со здоровьем Мэг Уайт.

## Список композиций
Все песни написаны The White Stripes, кроме отмеченных отдельно.
1. «Icky Thump» — 4:14
2. «You Don't Know What Love Is (You Just Do as You're Told)» — 3:54
3. «300 M.P.H. Torrential Outpour Blues» — 5:28
4. «Conquest» (Корки Роббинс) — 2:48
5. «Bone Broke» — 3:14
6. «Prickly Thorn, but Sweetly Worn» — 3:05
7. «St. Andrew (This Battle Is in the Air)» — 1:49
8. «Little Cream Soda» — 3:45
9. «Rag and Bone» — 3:48
10. «I'm Slowly Turning into You» — 4:34
11. «A Martyr for My Love for You» — 4:19
12. «Catch Hell Blues» — 4:18
13. «Effect and Cause» — 3:00
14. «Baby Brother» (Верн Орр) (бонус-трек в японской версии и версии для iTunes) — 2:10
15. «Tennessee Border» (Хэнк Уильямс) (концертная запись, бонус-трек в японской версии и версии для iTunes) — 2:09

## Участники записи
- Джек Уайт — вокал, гитара, синтезатор
- Мэг Уайт — барабаны, вокал
- Регуло Алдама — труба на «Conquest»
- Джим Дьюри — волынки на «Prickly Thorn, But Sweetly Worn» и «St. Andrew»

## Позиции в чартах
| Чарт (2007)                         | Позиция |
| ----------------------------------- | ------- |
| Австралия (ARIA)                    | 3       |
| Австрия (Ö3 Austria)                | 5       |
| Бельгия/Фландрия (Ultratop)         | 2       |
| Бельгия/Валлония (Ultratop)         | 18      |
| Канада (Canadian Albums Chart)      | 2       |
| Дания (Hitlisten)                   | 8       |
| Нидерланды (Album Top 100)          | 8       |
| Финляндия (Suomen virallinen lista) | 5       |
| Франция (SNEP)                      | 9       |
| Германия (Offizielle Top 100)       | 4       |
| Ирландия (IRMA)                     | 5       |
| Италия (Classifica album)           | 9       |
| Мексика (Top 100 Mexico)            | 77      |
| Новая Зеландия (RMNZ)               | 2       |
| Норвегия (VG-lista)                 | 4       |
| Испания (PROMUSICAE)                | 19      |
| Швеция (Sverigetopplistan)          | 9       |
| Швейцария (Schweizer Hitparade)     | 5       |
| Великобритания (UK Albums Chart)    | 1       |
| США (Billboard 200)                 | 2       |